# NGC 4963
NGC 4963 is een spiraalvormig sterrenstelsel in het sterrenbeeld Jachthonden. Het hemelobject werd op 9 april 1787 ontdekt door de Duits-Britse astronoom William Herschel.

## Synoniemen
- UGC 8190
- MCG 7-27-30
- ZWG 217.10
- IRAS13035+4159
- PGC 45315